# Васім Фероз
Васім Фероз (10 жовтня 1966) — пакистанський хокеїст на траві.
Бронзовий призер Олімпійських Ігор 1992 року.